# سكوت بينديتي
سكوت بينديتي (بالإنجليزية: Scott Benedetti)‏ هو لاعب كرة قدم أمريكي، ولد في 13 نوفمبر 1966 في بورتلاند في الولايات المتحدة. شارك مع منتخب الولايات المتحدة لكرة القدم. أما مع النوادي، فقد لعب مع كولورادو رابيدز ونادي أونيفرسيداد ناسيونال.

## وصلات خارجية
- سكوت بينديتي على موقع الدوري الأمريكي (الإنجليزية)
- سكوت بينديتي على موقع قاعدة بيانات كرة القدم.إي يو (الإنجليزية)
- سكوت بينديتي على موقع عالم كرة القدم.نت (الإنجليزية)